# 大布爾盧克河

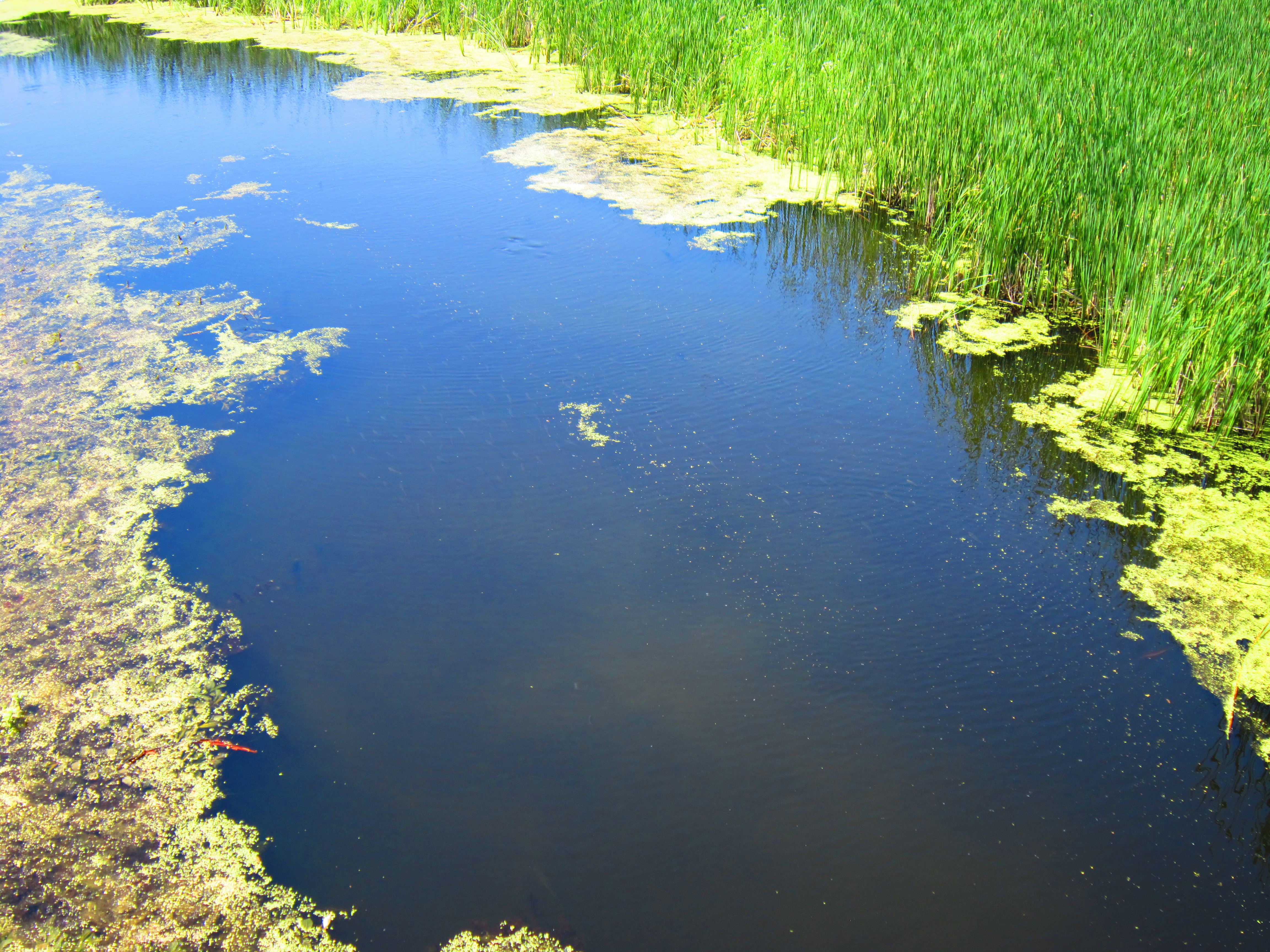
大布尔卢克河

大布爾盧克河（俄语：Великий Бурлук），是烏克蘭東部哈爾科夫州的河流，屬於北頓涅茨河的左支流，發源自中俄羅斯高地，河道全長93公里，流域面積1,130平方公里。